# Wilhelm Haan
Wilhelm Haan (* 25. Dezember 1801 in Torgau; † 31. Mai 1884 in Dresden) war ein evangelischer Geistlicher und Lehrer.

## Leben
Wilhelm Haan war der Sohn des Torgauer Mädchenschullehrers und späteren Dresdner Professors Gottlieb Haan. Ersten Unterricht erhielt Wilhelm Haan in der privaten Lehranstalt seines Vaters in Dresden. Von 1816 bis 1821 besuchte er die dortige Kreuzschule und anschließend bis 1825 die Universität Leipzig, wo er Theologie studierte. Seine erste Anstellung erhielt Haan als Lehrer an der Ratsfreischule in Leipzig. 1826 wechselte er als Rektor nach Frauenstein in das Erzgebirge. 1832 wurde er Diakon in Waldheim. 1839 wurde Wilhelm Haan Pfarrer und Superintendent in der Stadt Leisnig, wo er bis ins hohe Alter wirkte. 1884 starb er in der sächsischen Residenzstadt Dresden.
Wilhelm Haan war Mitglied des Königlichen Alterthumsvereins in Dresden, Ehrenmitglied der Lutherstiftung in Leipzig und des Freien Hochstifts für Wissenschaft, Kunst und Bildung in Frankfurt am Main, korrespondierendes Mitglied der Deutschen Gesellschaft in Leipzig und Mitglied des Museums für Völkerkunde in Leipzig.

## Ehrungen
- Königlich Sächsischer Verdienstorden
- Ernennung zum Ehrenbürger von Leisnig

## Schriften (Auswahl)
- Verzeichniß aller im Königreich Sachsen angestellten Geistlichen, Schullehrer, Cantoren etc. (Fortsetzung und Umarbeitung des zuletzt 1818 erschienenen Prediger-Kalenders von C. Ramming.) Dresden 1826.
- Kirchlich-statistisches Handbuch für das Königreich Sachsen, oder Verzeichniß der daselbst angestellten Geistlichen, Schullehrer, Cantoren etc. aller Confessionen. (2. Ausg.) Dresden 1838.
- Ein Sendschreiben an seine Amtsbrüder, Freiberg 1853.
- Verzeichniß der in der Bibliothek des Geschichts- und Alterthums-Vereins für Leisnig und Umgegend befindlichen Bücher, Manuscripte und Urkunden. Leisnig 1870.
- Homiletisches Jdeen-Magazin. Eine Sammlung von zum größten Theil ausgeführten Dispositionen zu Predigten, Pastoral- u. Ephoralreden, Leipzig 1872.
- Sächsisches Schriftsteller-Lexicon. Alphabetisch geordnete Zusammenstellung der im Königreich Sachsen gegenwärtig lebenden Gelehrten, Schriftsteller und Künstler nebst kurzen biographischen Notizen und Nachweis ihrer in Druck erschienenen Schriften, Robert Schaefer’s Verlag, Leipzig 1875 (Digitalisat).